# Joan Bofill
Joan Bofill va néixer al segle XVI a Granollers.

## Biografia
Durant el rectorat de Francesc Osset, Joan Bofill va exercir de mestre en arts i medicina, és a dir, vers 1538-1550. Joan Bofill va obtenir el grau de doctor en Medicina el 4 de gener de 1538 i va cursar estudis previs a París i Salamanca. .Posteriorment va ser nomenat rector de l'Estudi General de Barcelona, càrrec que va exercir entre l'1 d'agost de 1551 al 31 de juliol de 1552. Va morir probablement a finals del segle xvi.